# Kilsdonk
Het Kilsdonk of Kilsdonkske is een buurtschap in de Nederlandse provincie Noord-Brabant, gelegen op het drieplaatsenpunt Veghel, Schijndel, Dinther aan de Aa ter hoogte van de Kilsdonkse Molen onder Dinther. Vermoedelijk hangt de naam samen met het te Veghel gelegen stuk hooiland Clein Kilsdonckske.
Daarnaast is het de naam van het geslacht dat als Van Kilsdonck eeuwenlang een bekende Veghelse familie is geweest, nauw verbonden met de buurtschap en de molen. De familie leeft nu nog voort, verspreid over vele werelddelen, onder de namen (Van) Kilsdonk of (Van) Kilsdonck. Er is een uitgebreid familiearchief, verzameld door de toenmalige familie genealoog Marinus Kilsdonk, maar na zijn overlijden in 2003 niet-publiekelijk opgeslagen totdat iemand de werkzaamheden wil voortzetten.
Het eerste lid in de benaming Kilsdonk is waarschijnlijk afgeleid van het woord kil.
Bij de Kilsdonk vertakte de Aa zich in twee beddingen (vandaar twee molens) die iets verderop weer ineenvloeiden. De oostelijke Aa-oever ter plaatse is wat hoger gelegen, zodat het tweede lid donk hier wel toepasselijk is. Mogelijk had het toponiem ook specifiek betrekking op het tussen de beide Aa-armen gelegen stuk grond, waarop de Kilsdonkse molen zich tegenwoordig bevindt. De Aa is later gekanaliseerd en westelijk verlegd. De restauratie van de molencombinatie (begonnen 2007) is in 2009 volledig gereedgekomen.
Hoofdplaats: Heesch      Woonplaatsen: Heeswijk-Dinther · Loosbroek · Nistelrode · Vorstenbosch

Buurtschappen: Beugt · Berkt · Bus · Dintherse Hoek · Donzel · Fokkershoek · Hazelberg · Hommelse Hoeven · Hooge Wijst · Kameren · Kantje · Kilsdonk · Lage Wijst · Loo · Menzel · Munnekens-Vinkel · Rakt (deels) · Rukven · Zevenbergen · Zoggel

Noord-Brabant: Steden en dorpen      Nederland: Provincies · Gemeenten
Woonplaatsen: Erp · Schijndel · Sint-Oedenrode · Veghel

Dorpen: Boerdonk · Boskant · Eerde · Keldonk · Mariaheide · Nijnsel · Olland · Wijbosch · Zijtaart

Bedrijventerreinen: De Amert · De Dubbelen · Doornhoek · Oude Haven      Havengebied: Veghel-Haven

Buurtschappen: Achterste Hermalen · Beukelaar · Bolst · Borne · Bus · De Bus (Schijndel) · De Bus (Sint-Oedenrode) ·  De Haag · Dijk · Dorshout · Driehuizen · Eerschot · Elde · Everse · Ham · Havelt · Hazelberg · Hermalen · Het Schoor · Heuvel · Heuvelberg · Hoek · Hoeves · Hoogebiezen · Houterd · Hurkske · Jekschot · Kapeleind · De Kempkens · Kilsdonk · Koevering · Kraanmeer · Kremselen · Lagebiezen · De Laren · Lieseind · Looieind · Meijldoorn · Middegaal · Morsche Hoef · Mosbulten · Oetelaar · Rijkerbeek · Vernhout · Zondveld · Zwijnsbergen

Noord-Brabant: Steden en dorpen      Nederland: Provincies · Gemeenten